# Josiah Kerr
Josiah Leeds Kerr (ur. 10 stycznia 1861 w Vienna, Maryland, zm. 27 września 1920 w Cambridge, Maryland) – amerykański polityk związany z Partią Republikańską. W latach 1900–1901 był przedstawicielem pierwszego okręgu wyborczego w stanie Maryland w Izbie Reprezentantów Stanów Zjednoczonych.